# Discografia formației Drowning Pool
Discografia Drowning Pool, o formație heavy metal americană, constă din 5 albume de studio, un album live, un album video, un extended play și 15 single-uri.

## Albume

### Albume de studio
| Sinner                                                                            | - Lansare: 5 iunie 2001 (US) - Label: Wind-up - Formate: CD, cassette, digital download | 14 | — | —  | 18 | 70 | - RIAA: Platină |
| Desensitized                                                                      | - Lansare: 20 aprilie 2004 (US) - Label: Wind-up - Formate: CD, digital download        | 17 | — | —  | —  | 66 |                 |
| Full Circle                                                                       | - Lansare: 7 august 2007 (US) - Label: Eleven Seven - Formate: CD, digital download     | 64 | 9 | 19 | —  | —  |                 |
| Drowning Pool                                                                     | - Lansare: 27 aprilie 2010 (US) - Label: Eleven Seven - Formate: CD, digital download   | 35 | 3 | 10 | —  | —  |                 |
| Resilience                                                                        | - Lansare: 9 aprilie 2013 (US) - Label: Eleven Seven - Formate: CD, digital download    | 72 | 6 | 22 | —  | —  |                 |
| Hellelujah                                                                        | - Lansare: 2016 - Label: eOne Music                                                     |    |   |    |    |    |                 |
| "—" denotes a recording that did not chart or was not released in that territory. |                                                                                         |    |   |    |    |    |                 |

### Albume live
| Titlu                      | Detalii album                                                                       |
| -------------------------- | ----------------------------------------------------------------------------------- |
| Loudest Common Denominator | - Lansare: 3 martie 2009 (US) - Label: Eleven Seven - Formate: CD, digital download |

### Albume video
| Titlu  | Detalii album                                                     |
| ------ | ----------------------------------------------------------------- |
| Sinema | - Lansare: 19 noiembrie 2002 (US) - Label: Wind-up - Formate: DVD |

### Extended plays
| Titlu             | Detalii album                                                   |
| ----------------- | --------------------------------------------------------------- |
| Drowning Pool     | - Lansare: 1999 - Label: Pounding Drool Music - Formate: CD     |
| Pieces of Nothing | - Lansare: 2000 (US) - Label: Crystal Clear Sound - Formate: CD |

## Single-uri
| Titlu                                                                                        | An   | Poziții în topuri | Poziții în topuri | Poziții în topuri | Poziții în topuri | Poziții în topuri | Poziții în topuri | Certificări | Album                 |
| Titlu                                                                                        | An   | US Bub.           | US Alt.           | US Heri. Rock     | US Main. Rock     | US Rock           | UK                | Certificări | Album                 |
| -------------------------------------------------------------------------------------------- | ---- | ----------------- | ----------------- | ----------------- | ----------------- | ----------------- | ----------------- | ----------- | --------------------- |
| "Bodies"                                                                                     | 2001 | 19                | 12                | —                 | 6                 | —                 | 34                | - RIAA: Aur | Sinner                |
| "Sinner"                                                                                     | 2001 | —                 | 36                | —                 | 28                | —                 | —                 |             | Sinner                |
| "Tear Away"                                                                                  | 2002 | —                 | 37                | —                 | 18                | —                 | 65                |             | Sinner                |
| "Step Up"                                                                                    | 2004 | —                 | —                 | —                 | 7                 | —                 | 79                |             | Desensitized          |
| "Love and War"                                                                               | 2004 | —                 | —                 | —                 | 21                | —                 | —                 |             | Desensitized          |
| "Killin' Me"                                                                                 | 2004 | —                 | —                 | —                 | 28                | —                 | —                 |             | Desensitized          |
| "Soldiers"                                                                                   | 2007 | —                 | —                 | —                 | 20                | —                 | —                 |             | Full Circle           |
| "Enemy"                                                                                      | 2007 | —                 | —                 | —                 | 20                | —                 | —                 |             | Full Circle           |
| "37 Stitches"                                                                                | 2008 | —                 | —                 | —                 | 5                 | 42                | —                 |             | Full Circle           |
| "White Trash Circus" (with Mötley Crüe, Godsmack, Theory of a Deadman and Charm City Devils) | 2009 | —                 | —                 | —                 | 37                | —                 | —                 |             | Saints of Los Angeles |
| "Shame"                                                                                      | 2009 | —                 | —                 | —                 | 26                | —                 | —                 |             | Full Circle           |
| "Feel Like I Do"                                                                             | 2010 | —                 | —                 | 7                 | 4                 | 18                | —                 |             | Drowning Pool         |
| "Turn So Cold"                                                                               | 2010 | —                 | —                 | 18                | 8                 | 25                | —                 |             | Drowning Pool         |
| "Saturday Night"                                                                             | 2012 | —                 | —                 | —                 | 33                | —                 | —                 |             | Resilience            |
| "One Finger and a Fist"                                                                      | 2013 | —                 | —                 | —                 | 29                | —                 | —                 |             | Resilience            |
| "By the Blood"                                                                               | 2015 |                   |                   |                   |                   |                   |                   |             | Hellelujah            |
| "Snake Charmer"                                                                              | 2015 |                   |                   |                   |                   |                   |                   |             | Hellelujah            |
| "Hell to Pay"                                                                                | 2016 |                   |                   |                   |                   |                   |                   |             | Hellelujah            |
| "—" denotes a recording that did not chart or was not released in that territory.            |      |                   |                   |                   |                   |                   |                   |             |                       |

## Apariții ca invitat
| Titlu                                         | An   | Album                              |
| --------------------------------------------- | ---- | ---------------------------------- |
| "Break You"                                   | 2002 | The Scorpion King soundtrack       |
| "Creeping Death" (live)                       | 2002 | Ozzfest 2002                       |
| "The Game"                                    | 2002 | WWF: Forceable Entry               |
| "The Man Without Fear" (featuring Rob Zombie) | 2003 | Daredevil: The Album               |
| "Rise Up!"                                    | 2004 | WWE ThemeAddict: The Music, Vol. 6 |
| "Rise Up 2006"                                | 2006 | WWE: Wreckless Intent              |
| "No More"                                     | 2006 | Saw III soundtrack                 |